# Ralliement national
Ralliement national – partia polityczna działająca w prowincji Quebec w Kanadzie. Jednym z celów partii było uzyskanie suwerenności prowincji Quebec.

## Historia
Partia powstała poprzez secesję Ralliement créditiste, lewicowej partii związanej z ideą kredytu społecznego. Partia pozostała wierna pryncypiom gospodarczym kredytu, lecz dołączyła do programu treści nacjonalistyczne, sadowiąc się w centrum sceny politycznej, z lekkim odchyleniem w prawo. Pierwszym i jedynym liderem partii był Gilles Gregorie. Partia wystawiła swych kandydatów w prowincjonalnych wyborach w 1966 ze słabym wynikiem. W dwa lata później połączyła się z Mouvement Souveraineté-Association, tworząc Partię Quebecu.

## Wyniki wyborów
W 1966 partia wystawiła 90 kandydatów, którzy uzyskali 3,21% głosów, nie uzyskując żadnego mandatu.